# Ivan Grubišić
Ivan Grubišić (ur. 20 czerwca 1936 w m. Sušci, zm. 19 marca 2017 w Splicie) – chorwacki duchowny katolicki, teolog, filozof, poseł do Zgromadzenia Chorwackiego.

## Życiorys
Ukończył w 1956 klasyczne gimnazjum biskupie w Splicie. W 1962 został absolwentem Wydziału Teologii Katolickiej Uniwersytetu w Zagrzebiu, a w 1982 Wydziału Filozofii Uniwersytetu w Zadarze. W 1995 na Wydziale Filozofii pierwszej z tych uczelni uzyskał doktorat. Jako ksiądz katolicki pracował w archidiecezji splitsko-makarskiej do czasu przejścia na emeryturę. Wykładał na uczelniach w Zagrzebiu i Splicie. Był autorem lub redaktorem kilkunastu książek, a także założycielem i redaktorem naczelnym czasopisma „Dijalog”. Częste występu w mediach w okresie niepodległej Chorwacji przyniosły mu pewną popularność, a był określany jako wpływowy duchowny w kraju.
Ivan Grubišić zdecydował się zaangażować także w działalność polityczną, deklarując zamiar startu w wyborach parlamentarnych, co zostało publicznie skrytykowane przez arcybiskupa z jego archidiecezji. Lista wyborcza sygnowana nazwiskiem duchownego została zarejestrowana w większości okręgów wyborczych, uzyskała w głosowaniu z 4 grudnia 2011 2,6% głosów w skali kraju i tym samym dwa mandaty w jednym z okręgów wyborczych, z których jeden przypadł liderowi tego komitetu.